# Amir Hassan Cheheltan

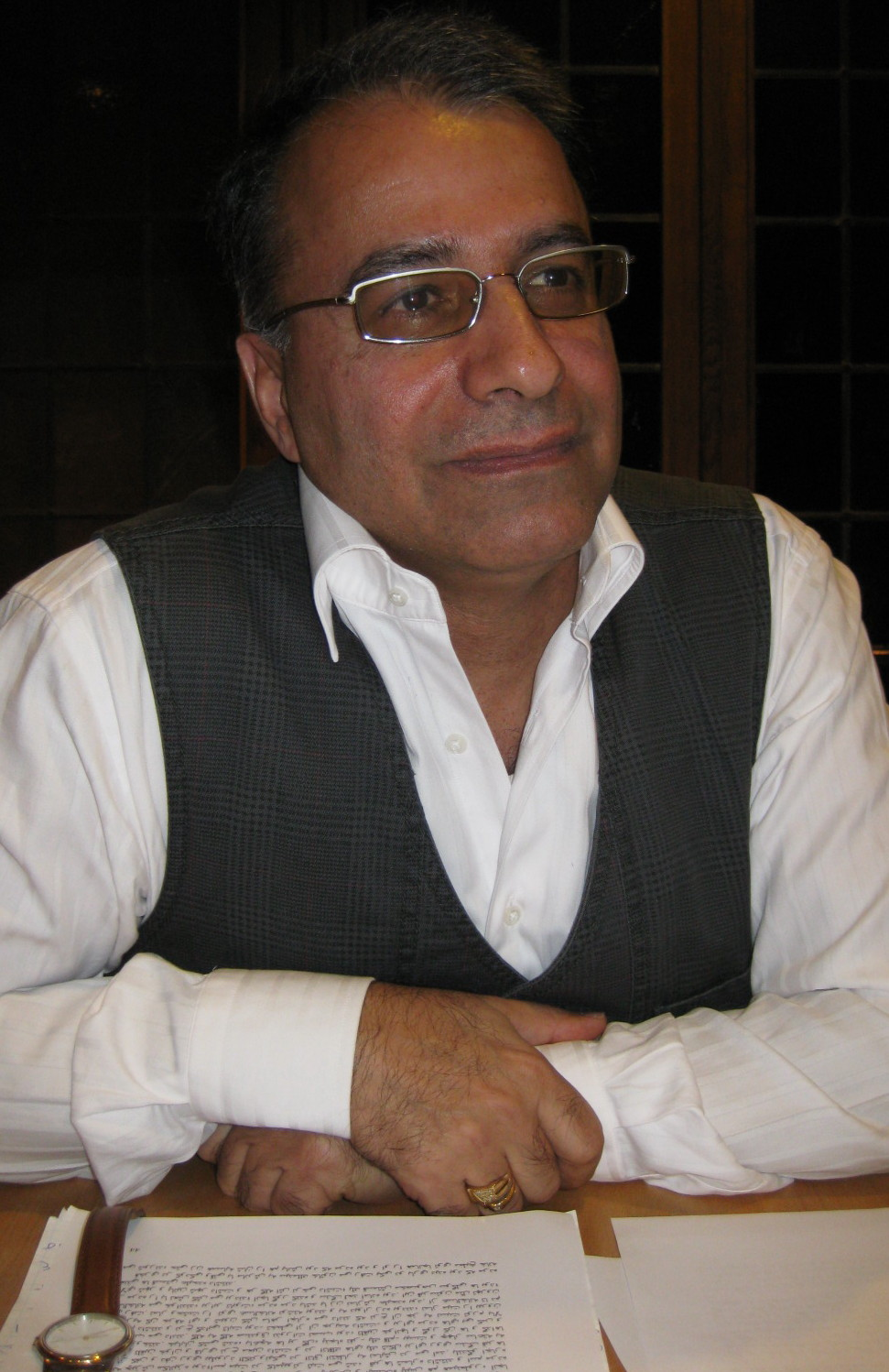
Amir Hassan Cheheltan, 2009

Amir Hassan Cheheltan oder Amir Hassan Tscheheltan (persisch امیرحسن چهلتن; * 1956 in Teheran) ist ein persischer Ingenieur und Schriftsteller.

## Leben
Amir Hassan Cheheltan wurde in Teheran geboren. Er absolvierte ein Studium der Elektrotechnik, das er in Großbritannien abschloss. Schriftstellerisch ist Cheheltan seit den 1970er Jahren tätig. Sein erster Erzählband Ehefrau auf Zeit stammt von 1976. Am stummen Fenster von 1979 war sein Durchbruch als Schriftsteller.
Während des Ersten Golfkriegs war Cheheltan Soldat. 1998 stand sein Name auf einer Liste verfemter Schriftsteller. Mit einem Stipendium des Internationalen Schriftstellerverbandes ging er im Frühjahr 1999 für zwei Jahre mit seiner Frau und dem Sohn nach Italien und war als Writer in Residence in Certaldo tätig. In dieser Zeit schrieb er Teheran, Stadt ohne Himmel.
Cheheltan verfasst Drehbücher, etwa das Script zu Cut! Verbotene Zone (2004). Er schreibt Essays, die seit 2004 auch in deutschen Medien erscheinen. Darin spricht er u. a. an, was die Regierung zu verschweigen sucht: die Gängelung der Schriftsteller und die wachsender Ungleichheit in seinem Heimatland.
Der Roman Iranische Morgenröte (2007, in deutscher Übersetzung unter dem Titel Iranische Dämmerung) wurde im Iran zu einem großen Erfolg und für den Staatlichen Buchpreis nominiert. Gegen die Nominierung verwahrte sich Cheheltan wegen der Zensur und Publikationsverbote im Iran. Bis heute wird sein Schreiben – wie das aller nicht-regimekonformer Schriftsteller – durch die „Unterscheidung zwischen Gut und Böse“ seitens der Behörden (d. h. durch die Zensur) behindert. Von 2001 bis 2004 gehörte er dem Vorstand des Iranischen Schriftstellerverbands an.
Durch seine Veröffentlichungen in deutschen Medien wurde der Münchner Verlag P. Kirchheim auf Cheheltan aufmerksam und veröffentlichte den Roman Teheran Revolutionsstraße 2009 als Welt-Erstveröffentlichung in deutscher Sprache in der Übersetzung von Susanne Baghestani. Auf Persisch wurde der Roman noch nicht veröffentlicht. Die Frankfurter Allgemeine Zeitung schrieb dazu: „Würde es der wiedervereidigte Präsident Ahmedineschad mit seiner Ankündigung ernst meinen, Willkür und Korruption Einhalt zu gebieten und die echte islamische Moral wiederherzustellen, er müsste die Publikation eines solchen Buches sofort erlauben. Stattdessen erscheint es nun erstmals überhaupt auf Deutsch (...), und ist Weltliteratur, bevor es überhaupt etwas anderes war.“
2009/2010 lebte Amir Hassan Cheheltan mit Frau und Sohn dank eines einjährigen Literaturstipendiums des DAAD in Berlin. Seither lebt Cheheltan wieder in Teheran.
Cheheltan ist Juror für die Vergabe des Sadegh-Hedayat-Literaturpreises.

## Bücher (Auswahl)
- Teheran Revolutionsstraße, übersetzt von Susanne Baghestani. Kirchheim, München 2009, ISBN 978-3-87410-111-0.
- Amerikaner töten in Teheran. Ein Roman über den Hass in sechs Episoden, übersetzt von Susanne Baghestani und Kurt Scharf. C.H. Beck, München 2011, ISBN 978-3-406-62160-4 (mit dem ausdrücklichen Hinweis als Titelzusatz: „Deutsche Ausgabe, erstmals ungekürzt und ohne Rücksicht auf die iranische Zensur“).
- Teheran, Stadt ohne Himmel. Eine Chronologie von Albtraum und Tod, übersetzt von Kurt Scharf. C.H. Beck, München 2012, ISBN 978-3-406-63943-2. Neuauflage 2015: ISBN 978-3-406-68584-2.
- Iranische Dämmerung, übersetzt von Jutta Himmelreich und Farsin Banki. Kirchheim, München 2015, ISBN 978-3-87410-135-6.
- Der Kalligraph von Isfahan, übersetzt von Kurt Scharf. C.H. Beck, München 2015, ISBN 978-3-406-68345-9.
- Der standhafte Papagei. Erinnerungen an Teheran 1979, übersetzt von Jutta Himmelreich. Matthes & Seitz, Berlin 2018, ISBN 978-3-95757-480-0.
- Der Zirkel der Literaturliebhaber, übersetzt von Jutta Himmelreich. C.H. Beck, München 2020, ISBN 978-3-406-75090-8.
- Eine Liebe in Kairo, übersetzt von Jutta Himmelreich. C.H. Beck, München 2022, ISBN 978-3-406-77427-0.

## Auszeichnungen (Auswahl)
- 2020: Internationaler Literaturpreis – Haus der Kulturen der Welt für Der Zirkel der Literaturliebhaber[5]